# Морісіма Хіроакі
Морісіма Хіроакі (яп. 森島 寛晃, нар. 30 квітня 1972, Хіросіма) — японський футболіст.

## Виступи за збірну
1995 року дебютував в офіційних матчах у складі національної збірної Японії. Відтоді провів у формі головної команди країни 64 матчі.

## Статистика виступів
| Збірна Японії | Збірна Японії | Збірна Японії |
| Роки          | Ігри          | голи          |
| ------------- | ------------- | ------------- |
| 1995          | 9             | 0             |
| 1996          | 11            | 2             |
| 1997          | 14            | 5             |
| 1998          | 3             | 0             |
| 1999          | 0             | 0             |
| 2000          | 10            | 3             |
| 2001          | 9             | 1             |
| 2002          | 8             | 1             |
| Усього        | 64            | 12            |

## Титули і досягнення
- У складі збірної:
  - Чемпіон Азії: 2000
- Особисті:
  - у символічній збірній Джей-ліги: 1995, 2000